# Aloe parvidens
Aloe parvidens é uma espécie de liliopsida do gênero Aloe, pertencente à família Asphodelaceae.